# Shakes the Clown
Shakes the Clown è un film del 1992, diretto e interpretato da Bobcat Goldthwait.

## Trama
Shakes è un clown che vive a Palukaville, dedito alle donne e all'alcol e che frequenta con i suoi colleghi il pub The Twisted Balloon. La sua situazione con l'alcol provoca problemi con la sua ragazza, Judy, a cui non riesce a organizzarle una festa di compleanno e per questo viene licenziato dal lavoro. Successivamente Shakes vede in televisione Binky, un altro clown, che lo inquadra mentre picchia il suo ex capo. Shakes deve così salvare la sua reputazione macchiata dal misfatto compiuto e già compromesso dall'alcol.